# 1968年グルノーブルオリンピックのフランス選手団
1968年グルノーブルオリンピックのフランス選手団（1968ねんグルノーブルオリンピックのフランスせんしゅだん）は、1968年2月6日から2月18日まで、フランスのグルノーブルで開催された1968年グルノーブルオリンピックのフランス選手団、およびその競技結果。

## 概要
今大会は開催国として臨み、金メダル4個、銀メダル3個、銅メダル2個の合計9個のメダルを獲得した。金メダル数と合計メダル数は過去最多となった。
アルペンスキーでは、ジャン＝クロード・キリーが男子滑降、男子大回転、男子回転の男子3種目全てで金メダルを獲得し3冠を達成した。

## メダル
| メダル | 選手名                   | 競技               | 種目         |
| ------ | ------------------------ | ------------------ | ------------ |
| 金     | ジャン＝クロード・キリー | アルペンスキー     | 男子滑降     |
| 金     | ジャン＝クロード・キリー | アルペンスキー     | 男子大回転   |
| 金     | ジャン＝クロード・キリー | アルペンスキー     | 男子回転     |
| 金     | マリエル・ゴワシェル     | アルペンスキー     | 女子回転     |
| 銀     | ギー・ペリヤ             | アルペンスキー     | 男子滑降     |
| 銀     | イザベル・ミール         | アルペンスキー     | 女子滑降     |
| 銀     | アニー・ファモーズ       | アルペンスキー     | 女子大回転   |
| 銅     | アニー・ファモーズ       | アルペンスキー     | 女子回転     |
| 銅     | パトリック・ペラ         | フィギュアスケート | 男子シングル |